# Darryl F. Zanuck
Darryl Francis Zanuck (Wahoo, 5 de setembre de 1902 – Palm Springs, 22 de desembre de 1979) va ser un productor de cinema i executiu d'estudi de cinema estatunidenc. El 1933 Zanuck va cofundar Twentieth Century Pictures, la companyia que es va fusionar dos anys més tard amb la Fox Film Corporation. Va produir més de 165 pel·lícules durant la seva carrera. En tres ocasions va ser guardonat amb el Premi Memorial Irving G. Thalberg de l'Acadèmia d'Arts i Ciències Cinematogràfiques per les seves contribucions destacades a la indústria.

## Biografia
Darryl F. Zanuck és un dels monuments del setè art. Amb més de 200 pel·lícules produïdes al llarg de cinquanta anys, des del Cinema mut dels anys vint fins a principis dels setanta. Li devem diverses obres mestres i la revelació d'una multitud de directors i estrelles amb talent.
Va començar escrivint gags per Charles Chaplin a la dècada de 1910, abans de pujar gradualment tots els esglaons de la jerarquia de Hollywood.Stewart Granger va dir que va entrar en boxa perquè Darryl Zanuck volia anar al llit amb la seva dona Jean Simmons. Zanuck li va dir que trencaria la seva carrera i ho va fer: després del 1957, la carrera nord-americana de Stewart Granger va acabar.
Darryl Zanuck va estar casat més de trenta anys amb Virginia Fox, una de les actrius preferides de Buster Keaton. Posteriorment, va viure diversos idil·lis, primer amb Bella Darvi, després sobretot amb Juliette Gréco, seguit de l'actriu Irina Demick i també de la jove actriu francesa Geneviève Gilles a finals dels anys seixanta.

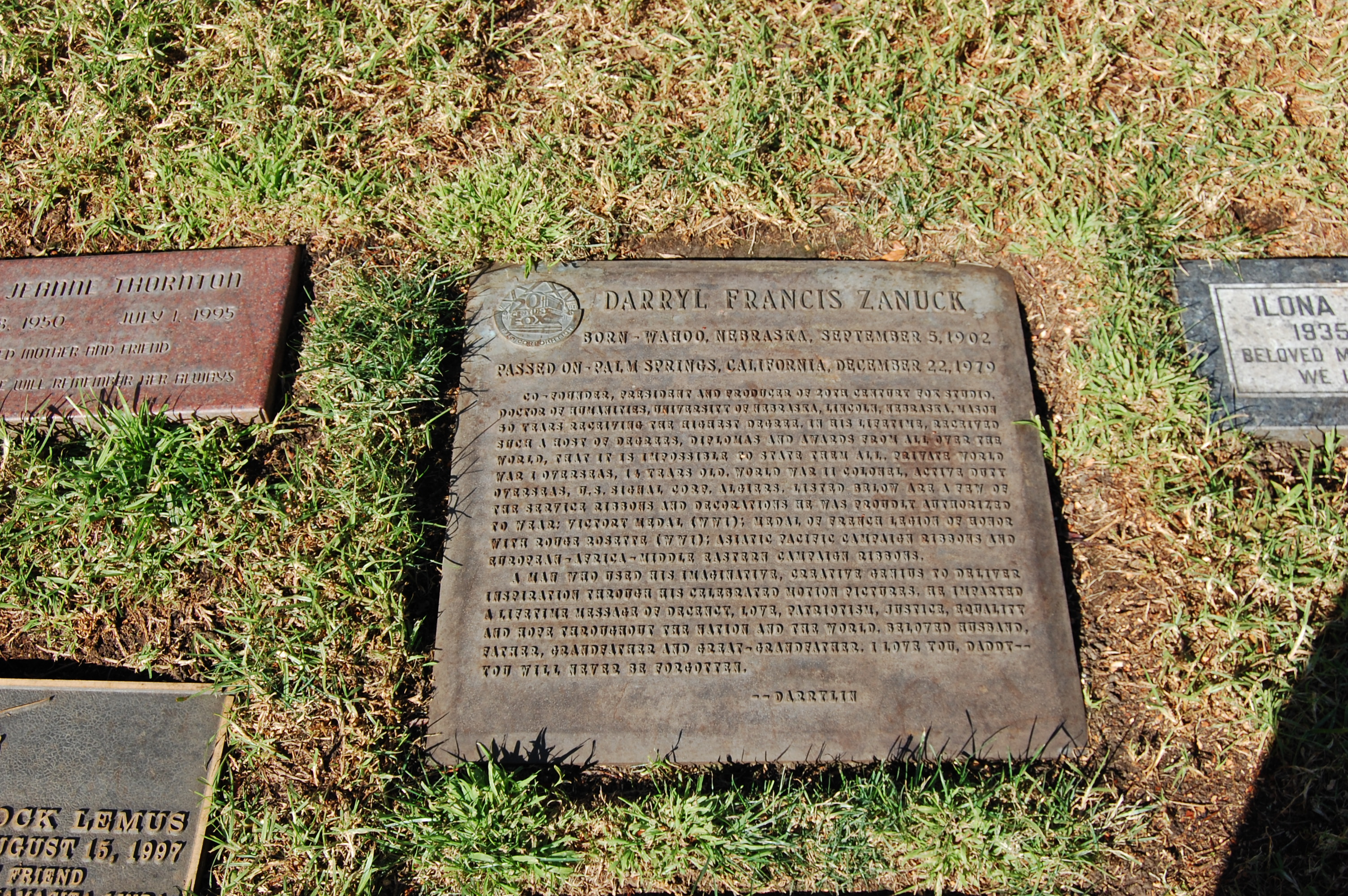
Sepulcre de Darryl Zanuck al cementiri de Westwood Village Memorial Park

Després de trencar amb Juliette Greco i la seva renúncia a la Fox (d'on continua sent accionista majoritari). Juliette Gréco destaca a la pàgina 196 de les seves memòries "Estic feta així" publicada per Flammarion editions el 2012: 
| « | Zanuck és un meravellós narrador de records de rodatge i anècdotes humorístiques sobre les reparticions de Hollywood. És captivador. […] Agraeixo la seva companyia, els nostres intercanvis, la seva cultura cinematogràfica. | » |

Va a viure a França a principis dels anys seixanta i es va traslladar a París al número 44 de la rue du Bac.
Darryl Zanuck està enterrat al cementiri de cementiri Westwood Village Memorial Park a Westwood (Los Angeles).
El seu fill, Richard D. Zanuck (1934-2012), també va ser productor de cinema.

## Filmografia

### Produïda per Zanuck
- 1970 Tora! Tora! Tora! (productor executiu)
- 1964 The Visit
- 1962 The Chapman Report
- 1962 The Longest Day
- 1961 The Big Gamble
- 1961 Sanctuary
- 1960 Crack in the Mirror
- 1958 The Roots of Heaven
- 1958 The Barbarian and the Geisha
- 1957 The Sun Also Rises
- 1957 Island in the Sun
- 1956 The King and I (productor executiu – no surt als crèdits)
- 1956 The Man in the Gray Flannel Suit
- 1956 Carousel (productor executiu – no surt als crèdits)
- 1954 Sinuhé, l'egipci (The Egyptian)
- 1952 The Snows of Kilimanjaro
- 1952 With a Song in My Heart
- 1952 Viva Zapata!
- 1951 People Will Talk
- 1951 David and Bathsheba
- 1950 All About Eve
- 1950 No Way Out
- 1949 Twelve O'Clock High
- 1949 Pinky
- 1948 The Snake Pit
- 1947 Captain from Castile
- 1947 Gentleman's Agreement
- 1947 Nightmare Alley
- 1947 Moss Rose
- 1946 The Razor's Edge
- 1946 Dragonwyck
- 1945 Leave Her to Heaven (productor executiu)
- 1944 Wilson
- 1944 Buffalo Bill (productor executiu)
- 1941 How Green Was My Valley
- 1941 Swamp Water
- 1941 A Yank in the R.A.F.
- 1941 Moon Over Miami
- 1941 Man Hunt (productor executiu)
- 1941 Blood and Sand
- 1941 That Night in Rio
- 1941 Tobacco Road
- 1941 Western Union
- 1941 Hudson's Bay
- 1940 Chad Hanna
- 1940 The Mark of Zorro
- 1940 Down Argentine Way
- 1940 Brigham Young
- 1940 The Return of Frank James
- 1940 The Man I Married
- 1940 Lillian Russell
- 1940 Little Old New York
- 1940 The Grapes of Wrath
- 1940 The Blue Bird
- 1939 The Little Princess
- 1939 Swanee River
- 1939 Hollywood Cavalcade
- 1939 Here I Am a Stranger
- 1939 The Rains Came
- 1939 The Adventures of Sherlock Holmes
- 1939 Stanley and Livingstone
- 1939 Second Fiddle
- 1939 Susannah of the Mounties (productor executiu)
- 1939 Young Mr. Lincoln
- 1939 Rose of Washington Square
- 1939 The story of Alexander Graham Bell
- 1939 The Hound of the Baskervilles (productor executiu)
- 1939 Wife, Husband and Friend
- 1939 Tail Spin
- 1939 Jesse James
- 1938 Kentucky (productor executiu)
- 1938 Submarine Patrol
- 1938 My Lucky Star
- 1938 Gateway
- 1938 I'll Give a Million
- 1938 Little Miss Broadway
- 1938 Just Around the Corner
- 1938 Rebecca of Sunnybrook Farm
- 1938 Always Goodbye
- 1938 Josette (productor executiu)
- 1938 Kentucky Moonshine
- 1938 International Settlement
- 1938 Happy Landing
- 1938 In Old Chicago
- 1937 Love and Hisses
- 1937 Lancer Spy
- 1937 Wife, Doctor and Nurse
- 1937 Thin Ice
- 1937 Wake Up and Live
- 1937 Wee Willie Winkie
- 1937 Slave Ship
- 1937 Seventh Heaven
- 1937 Nancy Steele Is Missing! (productor executiu)
- 1936 Banjo on My Knee (productor executiu)
- 1936 Reunion (productor executiu)
- 1936 Pigskin Parade
- 1936 Ramona (productor executiu)
- 1936 Sing, Baby, Sing
- 1936 To Mary – with Love
- 1936 Poor Little Rich Girl
- 1936 The Road to Glory
- 1936 Half Angel
- 1936 Under Two Flags
- 1936 The Country Beyond
- 1936 A Message to Garcia
- 1936 It Had to Happen
- 1936 The Prisoner of Shark Island
- 1935 Professional Soldier
- 1935 Show Them No Mercy!
- 1935 The Man Who Broke the Bank at Monte Carlo
- 1935 Thanks a Million
- 1935 Metropolitan
- 1935 The Call of the Wild
- 1935 Cardinal Richelieu
- 1935 Les Misérables
- 1935 Folies Bergère de Paris
- 1934 The Mighty Barnum
- 1934 Bulldog Drummond Strikes Back
- 1934 Born to Be Bad
- 1934 The Last Gentleman
- 1934 Looking for Trouble
- 1934 Moulin Rouge
- 1933 Gallant Lady
- 1933 Advice to the Lovelorn
- 1933 Blood Money
- 1933 The Bowery
- 1933 Ex-Lady
- 1933 The Working Man
- 1933 42nd Street
- 1933 Parachute Jumper
- 1932 20,000 Years in Sing Sing
- 1932 Three on a Match
- 1932 The Cabin in the Cotton
- 1932 Life Begins
- 1932 Doctor X
- 1932 The Dark Horse
- 1932 The Rich Are Always with Us
- 1932 The Man Who Played God
- 1931 The Public Enemy
- 1931 Illicit
- 1931 Little Caesar
- 1930 The Doorway to Hell
- 1930 Three Faces East
- 1929 The Show of Shows
- 1929 On with the Show!
- 1928 Tenderloin
- 1927 The Jazz Singer
- 1927 The First Auto
- 1926 So This Is Paris
- 1925 Lady Windermere's Fan

### Escrites per Zanuck
- 1968 D-Day Revisited (Documental)
- 1960 Crack in the Mirror (com a Mark Canfield)
- 1944 The Purple Heart (història – com a Melville Crossman)
- 1942 China Girl (història – com a Melville Crossman)
- 1942 Thunder Birds (original història – com a Melville Crossman)
- 1942 Ten Gentlemen from West Point
- 1941 A Yank in the R.A.F. (història – com a Melville Crossman)
- 1940 The Great Profile (història – no surt als crèdits)
- 1938 Alexander's Ragtime Band (no surt als crèdits)
- 1937 This Is My Affair (història – no surt als crèdits)
- 1935 Thanks a Million (història – com a Melville Crossman)
- 1935 G Men (història)
- 1935 Folies Bergère de Paris (no surt als crèdits)
- 1933 Lady Killer (història – no surt als crèdits)
- 1933 Baby Face (història – com a Mark Canfield)
- 1932 The Dark Horse (història)
- 1931 Little Caesar (història – no surt als crèdits)
- 1930 The Life of the Party
- 1930 Maybe It's Love (as Mark Canfield)
- 1929 Say It with Songs (història)
- 1929 Madonna of Avenue A (història)
- 1929 Hardboiled Rose (història)
- 1928 My Man (història)
- 1928 Noah's Ark (història)
- 1928 The Midnight Taxi (història – com a Gregory Rogers)
- 1928 State Street Sadie (història – com a Melville Crossman)
- 1928 Pay com a You Enter (història – com a Gregory Rogers)
- 1928 Tenderloin (història – com a Melville Crossman)
- 1927 Ham and Eggs at the Front (història)
- 1927 Good Time Charley (història)
- 1927 Jaws of Steel (Rin Tin Tin història com a Gregory Rogers)
- 1927 Slightly Used (història – de Melville Crossman)
- 1927 The Desired Woman (història – com a Mark Canfield)
- 1927 The First Auto (història)
- 1927 Old San Francisco
- 1927 The Black Diamond Express (història)
- 1927 Simple Sis (història – com a Melville Crossman)
- 1927 Irish Hearts (història – com a Melville Crossman)
- 1927 The Missing Link (as Gregory Rogers)
- 1927 Tracked by the Police (història Rin Tin Tin)
- 1927 Wolf's Clothing
- 1926 The Better 'Ole (guió)
- 1926 Across the Pacific (adaptació)
- 1926 Footloose Widows
- 1926 The Social Highwayman
- 1926 Oh! What a Nurse! (adaptació)
- 1926 The Little Irish Girl (adaptació)
- 1926 The Caveman (guió)
- 1925 Three Weeks in Paris (història com a Gregory Rogers, guió com a Darryl Zanuck)
- 1925 Hogan's Alley
- 1925 Seven Sinners
- 1925 Red Hot Tires
- 1925 The Limited Mail
- 1925 Eve's Lover
- 1925 A Broadway Butterfly
- 1925 On Thin Ice (com a Gregory Rogers)
- 1924 The Lighthouse by the Sea (història Rin Tin Tin – com a Gregory Rogers)
- 1924 The Millionaire Cowboy (història)
- 1924 Find Your Man (història Rin Tin Tin – com a Gregory Rogers)
- 1924 For the Love of Mike (curt)
- 1924 Sherlock's Home (curt)
- 1924 William Tells (curt)
- 1924 King Leary (curt)
- 1924 Money to Burns (curt)
- 1924 When Knighthood Was in Tower (curt)
- 1924 Julius Sees Her (curt)
- 1923 Judy Punch (curt)
- 1923 When Gale and Hurricane Meet (curt)
- 1923 The End of a Perfect Fray (curt)
- 1923 Gall of the Wild (curt)
- 1923 Some Punches and Judy (curt)
- 1923 Two Stones with One Bird (curt)
- 1923 Six Second Smith (curt)
- 1923 The Knight That Failed (curt)
- 1923 The Knight in Gale (curt)
- 1923 Fighting Blood
- 1922 The Storm
- 1922 Round Two (curt)

### Zanuck als documentals; aparicions televisives
- 2013 Don't Say Yes Until I Finish Talking (documental)
- 2013 Don't Say No Until I Finish Talking: The Story of Richard D. Zanuck (documental)
- 2011 Hollywood Invasion (documental)
- 2011 Making the Boys (documental)
- 2010 Moguls & Movie Stars: A History of Hollywood (documental TV)
  - Fade Out, Fade In (no surt als crèdits)
  - The Attack of the Small Screens: 1950–1960
- 2009 Coming Attractions: The History of the Movie Trailer (documental)
- 2009 1939: Hollywood's Greatest Year (documental TV)
- 2006 Darryl F. Zanuck: A Dream Fulfilled (documental TV)
- 2005 Filmmakers vs. Tycoons (documental)
- 2003 American Masters (documental TV)
  - None Without Sin
- Backstory (documental TV)
  - Gentleman's Agreement (2001)
  - The Longest Day (2000)
- History vs. Hollywood (documental TV)
  - The Longest Day: A Salute to Courage (2001)
- 2001 Cleopatra: The Film That Changed Hollywood (documental TV)
- Great Books (documental TV)
  - The Grapes of Wrath (1999)
- Biography (documental TV)
  - Anna and the King: The Real Story of Anna Leonowens (1999)
  - Sonja Henie: Fire on Ice (1997)
- 1997 20th Century-Fox: The First 50 Years (documental TV)
- 1996 Rodgers & Hammerstein: The Sound of Movies (documental TV)
- 1995 The First 100 Years: A Celebration of American Movies (documental TV)
- 1995 Darryl F. Zanuck: 20th Century Filmmaker (documental TV)
- 1995 The Casting Couch (Video documental)
- 1975 20th Century Fox Presents...A Tribute to Darryl F. Zanuck (documental TV)
- The David Frost Show (TV)
  - Episode #3.211 (1971)
  - Episode #2.203 (1970)
- 1968 D-Day Revisited (documental)
- What's My Line? (TV)
  - Episode setembre 16, 1962 – Mystery Guest
  - Episode octubre 5, 1958 – Mystery Guest
- Cinépanorama (documental TV)
  - Episode 11 (Juny 1960)
- Small World (TV Series)
  - Episode #1.22 (1959)... Himself
- The Ed Sullivan Show (TV Series)
  - Episode #11.39 (1958)
- 1954 The CinemaScope Parade
- 1953 Screen Snapshots: Hollywood's Great Entertainers (Short)
- 1950 Screen Snapshots: The Great Showman (Short)
- 1946 Hollywood Park (Short)
- 1943 Show-Business at War (documental)
- 1943 At the Front (documental)
- 1943 At the Front in North Africa with the U.S. Army (documental)

## Premis de l'Acadèmia
| Premi   | Resultat   | Categoria                    | Pel·lícula                 |
| ------- | ---------- | ---------------------------- | -------------------------- |
| 1929–30 | Nominada   | Oscar a la millor pel·lícula | Disraeli                   |
| 1932–33 | Nominada   | Oscar a la millor pel·lícula | 42nd Street                |
| 1934    | Nominada   | Oscar a la millor pel·lícula | La casa de Rothschild      |
| 1935    | Nominada   | Oscar a la millor pel·lícula | Les Misérables             |
| 1937    | Nominada   | Oscar a la millor pel·lícula | In Old Chicago             |
| 1938    | Nominada   | Oscar a la millor pel·lícula | Alexander's Ragtime Band   |
| 1940    | Nominada   | Oscar a la millor pel·lícula | El raïm de la ira          |
| 1941    | Guanyadora | Oscar a la millor pel·lícula | Que verda era la meva vall |
| 1944    | Nominada   | Millor pel·lícula            | Wilson                     |
| 1946    | Nominada   | Millor pel·lícula            | The Razor's Edge           |
| 1947    | Guanyadora | Millor pel·lícula            | Gentleman's Agreement      |
| 1949    | Nominada   | Millor pel·lícula            | Twelve O'Clock High        |
| 1950    | Guanyadora | Millor pel·lícula            | Tot sobre Eva              |
| 1956    | Nominada   | Millor pel·lícula            | The King and I             |
| 1962    | Nominada   | Millor pel·lícula            | El dia més llarg           |